# Upplands runinskrifter Fv1993;233
Upplands runinskrifter Fv1993;233 är en vikingatida runsten av ljusgrå granit med röda inslag som står rest på Hammarby kyrkogård, Hammarby socken och Upplands Väsby kommun. Stenen, eller rättare tre fragment, hittades 1991 i Hammarby kyrka bogårdsmur. Fragmenten sammanfogades och restes intill fyndplatsen i minneslunden på kyrkogården. Den sammanfogade stenen mäter 1,45 gånger 0,7 gånger 0,75 meter.

## Inskriften
Translitterering av runraden:
...mikʀ · lit · hkua · stain iftʀ s-... sin koþan
Normalisering till runsvenska:
[Hæ]mingʀ let haggva stæin æftiʀ s[un] sinn goðan.
Översättning till nusvenska:
(Hä)ming lät hugga stenen efter sin gode (son).